# Carlos Ferrero
Pour les articles homonymes, voir Ferrero (homonymie).
Carlos Ernesto Fernando Ferrero Costa, né le 7 février 1941 à Lima et mort le 31 janvier 2025 dans la même ville, est un homme d'État péruvien. 
Il est président du Conseil des ministres du Pérou du 15 décembre 2003 au 15 août 2005. Il est membre du parti Pérou possible avant sa dissolution.

## Biographie

### Carrière politique
Membre du parti du président Alberto Fujimori, Carlos Ferrero rejoint l'opposition après être tombé en disgrâce auprès de celui-ci. En 2000, après la démission de Fujimori, il est battu à l'élection pour la présidence du Congrès par Valentín Paniagua Corazao. Il est élu président du Congrès par la suite en 2001 jusqu'à sa nomination à la tête du gouvernement.
Nommé Premier ministre par le président Alejandro Toledo en décembre 2003, il démissionne brusquement le 11 août 2005 lorsque Toledo nomme Fernando Olivera, ministre des Affaires étrangères et partisan d'une légalisation de la culture de la coca. Il est remplacé à la tête du gouvernement par Pedro Pablo Kuczynski.